# Dendrodochium affine
Dendrodochium affine är en lavart som beskrevs av Sacc. 1882. Dendrodochium affine ingår i släktet Dendrodochium och familjen Bionectriaceae.   Inga underarter finns listade i Catalogue of Life.